# Josef Antonín Jíra
Josef Antonín Jíra (19. července 1868 Heřmanova Huť u Stříbra — 22. ledna 1930 Praha-Veleslavín) byl český archeolog a sběratel, který působil především na území Prahy, konkrétně Prahy 6, která se i jeho zásluhou stala územím s velkým množstvím zásadních archeologických výzkumů a nálezů.

## Život
Začal studovat lékařství na LF UK, ale brzy se u něj oživil již dřívější zájem o archeologii a studium medicíny proto nedokončil. V roce 1896 začal studovat na Filozofické fakultě Univerzity Karlovy prehistorickou archeologii. O rok později ho profesor Lubor Niederle přijal jako asistenta v nově založeném Národopisném muzeu českoslovanském.  Z finančních důvodů musel v roce 1900 místo opustit a začal pracovat ve státních službách v účtárně c. k. zemského finančního ředitelství, kde pracoval až do roku 1920 (zde byl zaměstnán i další významný soudobý archeolog Karel Buchtela).
V terénu působil především na území dnešního obvodu Praha 6 (Bubeneč, Dejvice, Liboc, Podbaba, Střešovice, Veleslavín, Vokovice). V roce 1897 kopal v Podbabě, Šárce a na Levém Hradci, což byl jeho první větší výzkum, který financovala Společnost přátel starožitností. Díky výzkumu v Šárce mohl vypracovat vývojové schéma neolitu v Čechách, které zveřejnil ve studii Malovaná keramika neolitická v Čechách v roce 1910 v časopise Pravěk a eneolitu, které zveřejnil ve studii O keramice nordické a durynské. Jíra později provedl řadu výzkumů i mimo Prahu. Ve 20. letech zkoumal např. slovanský mohylník u Hlohoviček (okres Rokycany), Kodskou jeskyni v Českém krasu (okres Beroun) nebo pohřebiště z doby římské u Třebusic (okres Kladno).
Roku 1916 získal z Velkých Přílep severozápadně od Prahy od duchovního jednoty bratrské nádoby kultury se šňůrovou keramikou. O dva roky později tam Jíra provedl výzkum s Karlem Buchtelou. Nalezli dva kostrové hroby, jeden z nich patřil kultuře se šňůrovou keramikou.
Zpátky do oboru se vrátil díky podpoře profesora Lubora Niederleho v roce 1919, kdy se stal konzervátorem archeologických památek pro Čechy ve Státním archeologickém ústavu v Praze. V novém zaměstnání nesměl vlastnit soukromou sbírku. Jíra ji ale rozprodat nechtěl, a tak sbírky odkoupila obec Dejvice, jejich správou byla pověřena Společnost pro zachování a rozmnožení archeologických sbírek J. A. Jíry v Dejvicích. V roce 1921 byly zpřístupněny pro veřejnost. Během druhé světové války se na nátlak profesora německé Karlovy univerzity Lothara Zotze staly v roce 1941  součástí sbírek Muzea hl. m. Prahy a od roku 1943 byly postupně převáženy do zámku v Mníšku pod Brdy, kde však koncem války vypukl požár, který velkou část sbírek zničil.
Jíra byl členem archeologické komise ČAVU, dopisujícím členem Ústřední komise pro zachování památek ve Vídni, zahraničním členem Antropologické komise Akademie v Krakově. Od roku 1897 byl členem a správcem sbírek, od roku 1916 členem redakce časopisu Společnosti přátel starožitností českých. V roce 1892 se stal předsedou akademického spolku Smetana. Byl také činným ve Spolku mediků českých, ve spolku Slavie i ve čtenářském a řečnickém spolku Svornost.     
Od poloviny 20. let se Jíra potýkal se zdravotními obtížemi, kvůli kterým požádal v roce 1929 o odchod do penze. Zemřel 22. ledna 1930 v Praze-Veleslavíně, pohřben je na šáreckém hřbitově v Praze.

### Rodinný život
Dne 29. srpna 1907 se na Královských Vinohradech oženil s Marií Slavíkovou (1882-??). Manželé Jírovi měli syna Josefa (1910-??).

## Dílo
Ve svých volných chvílích se i nadále věnoval archeologickým terénním pracím a sběratelství a to především v oblasti dnešní Prahy 6, kde bydlel. Z jeho četných výzkumů v Bubenči, Dejvicích, Podbabě, na Hanspaulce, je za nejvýznamnější považován výzkum v Šárce, který mu umožnil vytvořit vývojové schéma českého neolitu, které poprvé zveřejnil v roce 1910 ve studii Malovaná keramika neolithická v Čechách a i českého eneolitu (studie O keramice nordické a durynské).
Působil v několika archeologických organizacích: od srpna 1897 byl správcem sbírek Společnosti přátel starožitností, dále Archeologické komise ČAVU, členem Ústřední komise pro zachování památek ve Vídni a členem Antropologické komise Akademie v Krakově.
V roce 1919 se díky podpoře L. Niederleho mohl začít opět plně věnovat archeologii, když se stal státním konzervátorem archeologických památek pro Čechy v nově vzniklém Státním archeologickém ústavu v Praze. Ve 20. letech prokopal např. slovanský mohylník u Hlohoviček nebo pohřebiště z doby římské u Třebusic.
Vedle terénní a vědecké činnosti se věnoval i popularizaci archeologie především formou výstav (od roku 1912 jeho vila Hanspaulka prakticky fungovala jako archeologické muzeum). Své rozsáhlé sbírky věnoval dejvické obci a ty se později staly základem pro archeologické sbírky Muzea hl. m. Prahy.